# Интравенска канила
Интравенска канила, периферни венски катетер, периферна венска линија, катетер за периферни венски приступ је мала, флексибилна цев којом се након постављена у периферну вену обезбеђује трајни венски приступ за давање интравенске терапије (као што су течности за лекови) или убризгавање дијагностичког контраста за радиолошку дијагностику.
Отвор за ињекцију на канили има неповратни вентил, а боја поклопца каниле је у складу са међународним стандардом како би се брзо визуелно препознала величина интравенске каниле. Каниле су појединачно паковане и намењене су за једнократну употребу.
Најчешће се користи интравенска канила, која има флексибилна крила и отвор за ињекцију, која се лако поставља и безбедно фиксира за кожу пацијента, што је предуслов за квалитетну примену интравенске терапије.
Постављање интравенске каниле је најчешћи медицинско-технички поступак који се користи у болничком лечењу и нези пацијената. Према подацима из стручне литературе, преко 70% хоспитализованих пацијената има уграђену интравенску канилу.

## Историја
Убацивање пластичне каниле и извлачење игле уведено је као техника 1945. године.  Прва верзија каниле за једнократну употребу која je пласираna на тржишту 1964. године била je канила под називом Angiocath. Током 1970-их и 1980-их, употреба пластичних канила је постала рутинска од стране све обученијег  медицинског особља.
Новији катетери су опремљени додатним сигурносним функцијама како би се избегле повреде убодом игле. Модерни катетери се састоје од синтетичких полимера као што је тефлон (отуда често коришћени термини  Venflon или Cathlon   за ове венске катетере). Године 1983. представљена је прва верзија каниле од полиуретана.

## Примена
Интравенска канила се уводи у вену помоћу игле (слично оној за вађење крви), која се затим уклања док мала пластична канила остаје на месту унутар вене. Канила се затим фиксира тако што се залепи за кожу пацијента или се за ту намену користи лепљиви завој.
Периферни венски катетер је најчешће коришћени васкуларни приступ у медицини. Даје се већини хитних и хируршких пацијената, или пре неких радиолошких техника снимања уз коришћење радиоконтраста.  На пример. само у Сједињеним Америчким Државама, током 1990-их, сваке године, више од 25 милиона пацијената имало је периферну венску линију.
Периферни венски катетер се обично поставља у вену на шаци или руци. Треба га разликовати од централног венског катетера који се убацује у централну вену (обично у унутрашњу југуларну вену врата или подкључну вену грудног коша), или од артеријског катетера који се може поставити у периферну или централну артерију. 
Код деце, да би се смањио непријатан осећај, може се применити локални анестетички гел (као што је лидокаин) на месту уметања каниле.
Узимање крви се може обавити у тренутку постављања периферног венског катетера или касније.
Периферни венски катетери се такође могу користити у хитном лечењу тензионог пнеумоторакса – могу се поставити у други интеркостални простор дуж средње клавикуларне линије како би се смањила напетост пре коначног лечења грудним дренажом.

## Величине каниле
| Величина | Промер (mm) | Максимални проток (ml/min) | Боја       |
| -------- | ----------- | -------------------------- | ---------- |
| 26       | 0.46        | 13-15                      | Црна       |
| 24       | 0.60        | 36                         | Жута       |
| 22       | 0.90        | 56                         | Плава      |
| 20       | 1.10        | 40-80                      | Розе       |
| 18       | 1.30        | 75-120                     | Зелена     |
| 17       | 1.50        | 128-133                    | Бела       |
| 16       | 1.80        | 236                        | Сива       |
| 14       | 2.00        | 270                        | Наранџаста |

## Индикације
- хируршке процедуре,
- дијагностичке процедуре које захтевају употребу ИВ контрастног средства (ангиографија, коронарна ангиокрафија, МРТ, КТ),
- инвазивне дијагностичке и терапијске процедуре (бронхоскопија, ПЦИ)
- примена интравенске терапије неколико дана,
- хидратација пацијента.
- хитни случајеви  (анафилакса, кардиопулмонални застој).

## Контраиндикације
- целулитис на екстремитетима,
- тромбофлебитис,
- после мастектомије на руци која се налази на страни оперативног захвата,
- код пацијената који су на хемодијализи, избегавати руку на којој се налази артерио-венска фистула.

## Одржавања проходности интравенске каниле
Приликом одржавања проходности интравенске каниле неопходно је повремено вршити испирање физиолошким раствором (0,9% водени раствор кухињске соли),  који смањује ризик од развоја флебитиса. 
Пре сваке примене лека, интравенску канилу треба испрати, напуњеним шприцем, запремине 10 mL, физиолошким раствором, јер такви шприцеви обезбеђују оптималан притисак за испирање интравенске каниле и крвног суда.
Не препоручује се употреба шприца мање запремине јер се ствара превелики притисак који може оштетити крвни суд или довести до супресије тромба у случају његовог присуства у крвном суду.
Промена места убризгавања
Како би се спречиле компликације, стручна препорука је да се место убризгавања мења на сваких 48 до 72 сата. С обзиром да ово представља непријатност за пацијента, место убризгавања се мења по протоколу установе.
Недавне студије фаворизују  да се уместо рутинске замене (сваких 48 до 72 часова),  замену места пункције врши само ако постоје знаци упале или инфекције. 
Поступак након уклањања интравенске каниле
Након уклањања интравенске каниле, место убризгавања се чисти, дезинфикује и прекрива стерилном газом.

## Компликације
Током примене интравенске каниле може доћи до следећих компликација:
- инфекције,
- флебитиса,
- екстравазације,
- инфилтрације,
- ваздушне емболије,
- крварења (крварење),
- формирања хематома (модрице),
- емболије катетером, која може настати када се мали део каниле одломи и уђе у васкуларни систем. У циљу превенције приликом уклањања периферне ИВ каниле, треба пробверити врх каниле да би се уверио да је нетакнут.[8]
- испадање интравенске каниле,
- спазам вене,
- оштећење каниле

Због ризика од инфекције на месту уметања, интравенске каниле саветује се у стручним смерницама да канили треба заменити сваких 96 сати.
Бројним  истраживањима показало се да стручни менаџмент смањује компликације код примене периферних линија.

## Галерија
- Ослонац за руку се препоручује за имобилизацију екстремитета за канилирање шаке, стопала или антекубиталне јаме код деце.
- Канила пре употребе.
- Канила током употребе.
- Новији тип каниле са додатним сигурносним карактеристикама.